# Holenderska Biblioteka Narodowa
Holenderska Biblioteka Narodowa (niderl. Koninklijke Bibliotheek) – biblioteka narodowa w Hadze.

## Historia
Biblioteka powstała w 1798 roku, gdy książę Oranii, William V podarował narodowi cenny zbiór rękopisów średniowiecznych i starych druków. W okresie napoleońskim podczas panowania Ludwika (1806–1810), biblioteka otrzymała tytuł Królewska (Koninklijk). Król wzbogacił jej zbiory kupując w 1807 roku kolekcję prawnika z Leiden Joosta Romswinckela zawierającą około 22–24 tys. książek oraz 9–10 tys. map. Do zbioru XV wiecznych książek i rękopisów dołączyła zakupiona dwa lata później, bo w 1809 roku kolekcja Jacoba Vissera. Król Wilhelm I po powrocie na tron troszczył się o bibliotekę. Zakupił dla niej zbiory zmarłego sekretarza belgijskiej Akademii, GJ Gérarda. W 1819 roku król przeniósł bibliotekę do Huis Huguetan pałacu zaprojektowanego przez francuskiego architekta Daniela Marota w 1733 roku. Był on siedzibą biblioteki do 1982 roku.
Nowy budynek został zaprojektowany przez biuro OD205 pod kierunkiem architekta Arie Hagoorta. Ma powierzchnię 80 tys. m², z czego 37 tys. m² zajmuje biblioteka, a pozostała powierzchnia to magazyny. W budynku mieszczą się również: Muzeum Literatury oraz Niderlandzki Instytut Historii Sztuki (RKD). Od 1993 roku biblioteka jest samodzielną instytucją finansowaną przez Ministerstwo Edukacji, Kultury i Nauki. Z okazji przenosin do nowego budynku otrzymała tytuł Narodowa.

## Biblioteka cyfrowa
Od 2011 roku jest tworzona biblioteka cyfrowa Early Dutch Books Online, w której są udostępniane wydawnictwa wydane w Niderlandach lub ich dotyczące z lat 1700–1899. Oprócz zbiorów specjalnych Biblioteki zostały umieszczone również zbiory bibliotek uniwersyteckich w Amsterdamie (UB UVA) i Leiden (UBL). Czytelnicy mają pełny dostęp do (2019) 10 tys. książek. W 2013 roku opublikowano w bibliotece cyfrowej na otwartej licencji zdigitalizowane archiwum gazet z lat 1890–1939. Biblioteka poprosiła, aby właściciele praw do fotografii i tekstów zgłaszali się, jeśli nie chcą udostępniać ich dorobku. Nie było protestów, tylko jeden ze spadkobierców podziękował za udostępnienie zdjęć swojego dziadka. Z instytucjami zgłaszającymi prawa części twórców biblioteka zawarła ugodę.
W 1998 roku powstał portal wiedzy z zakresu historii książki i drukarstwa w Niderlandach. Do opracowania ponad 150 tematów zaproszono 40 specjalistów z Belgii i Holandii.

## Zbiory
Biblioteka gromadzi i przechowuje zbiory (książki, rękopisy i dokumenty archiwalne) należące do przedstawicieli życia naukowego, literackiego i artystycznego Holandii. Wybrane kolekcje specjalne:
- rękopisów średniowiecznych[11].
- inkunabułów. Jest to największa na świecie kolekcja zawierająca około 900 woluminów[12].
- opraw, którego częścią jest zakupiony w 1909 roku zbiór antykwariusza Antona W.M. Mensinga. Liczy on 12000 woluminów. Najstarsza oprawa pochodzi z 1540 roku. W XIX wieku powiększył się o zbiory przekazane przez kolejnych panujących, Wilhelma I, II i III[1].
- kolekcja papieru japońskiego i holenderskiego. Zapoczątkował ją zakup w 1972 roku kolekcji H. Voorna wraz z urządzeniami do produkcji oraz specjalistyczną literaturą. W kolejnych latach powiększono ją o kolekcję papieru japońskiego P.F. Siebolda, kolekcję papieru dekoracyjnego amsterdamskiego antykwariusza S. Emmeringa oraz kolekcję papierów G. Dessauera[1][13].
- zbiór alba amicorum, czyli pamiętników nazwanych też albumami przyjaźni. Pochodzą one głównie z drugiej połowy XVI i w XVII wieku. Najstarszy egzemplarz pochodzi z 1556 roku, a biblioteka posiada około 770 woluminów[1][14].